# Wistar Bjerg
Wistar Bjerg är en bergstopp i Grönland (Kungariket Danmark). Den ligger i den norra delen av Grönland, 2 100 km norr om huvudstaden Nuuk. Toppen på Wistar Bjerg är 46 meter över havet.
Terrängen runt Wistar Bjerg är kuperad åt sydväst, men åt nordost är den bergig.  Trakten runt Wistar Bjerg är nära nog obefolkad, med mindre än två invånare per kvadratkilometer. Det finns inga samhällen i närheten. Trakten runt Wistar Bjerg är permanent täckt av is och snö.